# TNF
TNF (od ang. tumor necrosis factor), czynnik martwicy nowotworów, dawniej kachektyna – grupa białek wydzielanych przez komórki układu odpornościowego, należących do cytokin.
TNF wpływa na aktywność limfocytów oraz metabolizm innych komórek. 
Może działać przeciwnowotworowo, między innymi:
- indukować apoptozę oraz różnicowanie komórek nowotworowych
- hamować proliferację komórek nowotworowych.